# Thank U, Next (canção)
"Thank U, Next" (estilizado como "thank u, next") é uma canção da artista musical estadunidense Ariana Grande, de seu quinto álbum de estúdio homônimo. A faixa foi escrita pela intérprete em conjunto com Victoria Monét, Charles Anderson, Michael Foster, Tayla Parx e Tommy Brown, com este último lidando com a produção, juntamente com Anderson e Foster. A canção foi lançada em 3 de novembro de 2018, através da Republic Records servindo como o primeiro single do disco.

## Antecedentes e lançamento
Em 2 de novembro de 2018, a cantora twittou partes da letra de uma faixa misteriosa depois que seu ex-noivo Pete Davidson brincou sobre o término de seu noivado no programa Saturday Night Live. No dia seguinte, Grande twittou mais partes da letra, e revelou que elas de fato pertenciam a uma faixa chamada "Thank You, Next", a qual ela disse que soava exatamente o oposto de sua faixa "Knew Better", do álbum Dangerous Woman (2016). A cantora também revelou que "Thank You, Next" seria o nome de seu quinto álbum de estúdio, do qual ela vinha soltando teasers há meses em sua conta no Twitter.
Após o site TMZ fazer relatos sobre a faixa, Grande lançou a canção, na madrugada de 3 de novembro de 2018, sem nenhum anúncio prévio, surpreendendo a todos.

## Composição e letra
"Thank U, Next" é uma canção de empoderamento que menciona muitos dos relacionamentos passados de Grande com duração de três minutos e vinte e sete segundos. Uma canção dos gêneros pop e R&B, contendo elementos do synthpop, sua letra menciona o rapper Big Sean, o dançarino Ricky Alvarez, o comediante Pete Davidson e o rapper Mac Miller (falecido de overdose em setembro de 2018). Grande admitiu em uma entrevista dizendo que "thank you, next..." (obrigada, próximo...) é uma frase que ela e sua colega, a cantora e compositora Victoria Monét dizem. Em relação à letra, a canção é principalmente voltada para o auto-empoderamento, e, de acordo com o site TMZ, não é diretamente dirigida a seu ex-noivo Pete Davidson. A letra brada muitos de seus relacionamentos passados, onde ela fala: ("Pensei que acabaria com Sean / Mas ele não era minha alma gêmea / Escrevi algumas canções sobre Ricky / Agora eu escuto e dou risada / Até quase me casei / E pelo Pete eu sou tão grata / Gostaria de poder dizer, 'Obrigada' a Malcolm / Porquê ele era um anjo"), onde menciona Big Sean, Mac Miller (Malcolm, seu nome de batismo), Pete Davidson e Ricky Alvarez (dançarino de Ariana durante a The Honeymoon Tour).
A canção foi escrita no tom de ré bemol maior, em compasso simples (2/2), e possui um ritmo de 107 batidas por minuto. Um lyric video foi lançado em 6 de novembro no canal de Ariana no YouTube.

## Recepção crítica
O site HotNewHipHop disse que a canção atraiu muita atenção por parte dos fãs. O site Business Insider Australia chamou a canção de uma faixa diss. Alasdair Duncan, do site Pedestrian.tv, chamou a canção de um "estouro" e que as pessoas irão "tocar essa canção no volume máximo pelo resto da tarde". Comercialmente, "Thank U, Next" alcançou o número um nos Estados Unidos, Canadá - sendo o primeiro número um de Ariana em ambos os países da América do Norte -, Reino Unido, Austrália, Estônia, Finlândia, Grécia, Irlanda, Malásia, Nova Zelândia, Portugal, Singapura e Coreia do Sul, o Top 10 da Áustria, República Checa, Dinamarca, Hungria, Islândia, Países Baixos, Noruega, Escócia, Eslováquia, Suécia e Suíça, e o Top 20 da Bélgica, França, Alemanha e Líbano. A revista Vulture considerou "Thank U, Next" como a melhor faixa de 2018. Já a Time a colocou no 3º lugar das melhores músicas do mesmo ano, a NPR no 4º, o The Guardian e a Pitchfork no 8º. A faixa quebrou uma série de recordes, incluindo o de canção de uma artista feminina mais tocada em um único dia no Spotify. Em novembro de 2018, "Thank U, Next" ultrapassou os 100 milhões de execuções no Spotify, ou seja, levou onze dias a consegui-lo, se tornando na faixa que mais rapidamente alcançou essa marca naquela plataforma de streaming. Na semana de lançamento do videoclipe, "Thank U, Next" quebrou o recorde de mais reproduções nos serviços de streaming (ou seja, plataformas de streaming áudio e YouTube) no Reino Unido, com 14,9 milhões de execuções no fim da semana de contagem, sendo que 7,9 milhões foram provenientes de visualizações do videoclipe. Assim, "Thank U, Next" quebrou o recorde anteriormente detido por "Shape of You" (2017), de Ed Sheeran, que havia chegado aos 14,2 milhões de execuções em uma única semana.
Em seu país natal, "Thank U, Next", estreou em primeiro lugar. Foi a 32ª canção da história a realizar esse feito e representou o lugar mais elevado da Billboard Hot 100 a que chegou uma canção de Grande, ultrapassando "Problem" (2014), que chegou à vice-liderança daquele gráfico. "Thank U, Next" representou a 11ª entrada direta de Ariana no top 10 da Hot 100. Desse modo, Ariana ultrapassou Lady Gaga e Rihanna, que haviam emplacado seis canções cada uma na Hot 100 na semana de lançamento das mesmas. Foi também a primeira canção de uma artista feminina a estrear no 1º posto da Hot 100 desde "Hello" (2015), de Adele. Além disso, "Thank U, Next", foi a primeira canção de uma artista feminina em papel principal a chegar à liderança da Hot 100 desde "I Like It", de Cardi B com Bad Bunny e J Balvin, assim como a primeira canção de uma artista feminina sem vocalistas convidados a liderar o mesmo gráfico desde "Bodak Yellow", também de Cardi B. "Thank U, Next" conseguiu igualmente tornar-se a canção de uma artista feminina com mais semanas no nº 1 da Hot 100, desde "Cheap Thrills" (2015), de Sia com Sean Paul. Mais: o single fez com que Ariana se tenha tornado a primeira artista, em geral, a conseguir com que todos os carros-chefe - "The Way" (2013), "Problem"(2014), "Dangerous Woman" (2016) e "No Tears Left to Cry" (2018) - de seus primeiros cinco álbuns de estúdio tenham estreado no top 10 da Hot 100. Também nos EUA, e contando os dados da semana de estreia do videoclipe de "Thank U, Next", Ariana passou a deter o recorde de artista feminina com a canção com mais reproduções nos serviços de streaming (mais uma vez, somando os números das plataformas de streaming áudio aos do YouTube) em uma única semana, com 93,8 milhões de execuções, ultrapassando "Look What You Made Me Do" (2017), de Taylor Swift. Isto fez com que "Thank U, Next" conseguisse uma quarta semana não-consecutiva no nº 1 da Billboard Hot 100, depois de uma semana em que "Sicko Mode", de Travis Scott, esteve no primeiro lugar da parada, no total o single passou 7 semanas em 1º lugar. Entre os artistas em geral, esta quarta semana de "Thank U, Next" no primeiro lugar da principal tabela de êxitos dos EUA correspondeu ao sétimo lugar entre os maiores números de reproduções em serviços de streaming de uma canção em uma semana, ficando apenas atrás de três semanas de "In My Feelings" (6º, 2º e 1º lugar), de Drake, uma semana de "God's Plan" (4º lugar), também de Drake, e "Harlem Shake" (3º e 5º lugar), de Baauer. Também na Hot 100.

## Performances ao vivo
Grande cantou a canção, junto com suas co-compositoras, Victoria Monét e Tayla Parx, no programa The Ellen DeGeneres Show, em 7 de novembro de 2018, seguido de um escorregão da cantora durante a música, após quase cair depois de ter saído de cima de uma cadeira do cenário, e Grande ainda riu durante a música. A performance homenageou o filme favorito de Grande, The First Wives Club (1996), recriando uma cena em que as três personagens principais "se vestem de de branco [e] se juntam para cantar um hino de liberdade, após o divorcio de uma delas, dando adeus aos homens de seu passado, e inaugurando uma nova era de independência e crescimento pessoal." Na ocasião, Grande também cantou sua canção "Breathin", do álbum Sweetener (2018).

## Vídeo musical

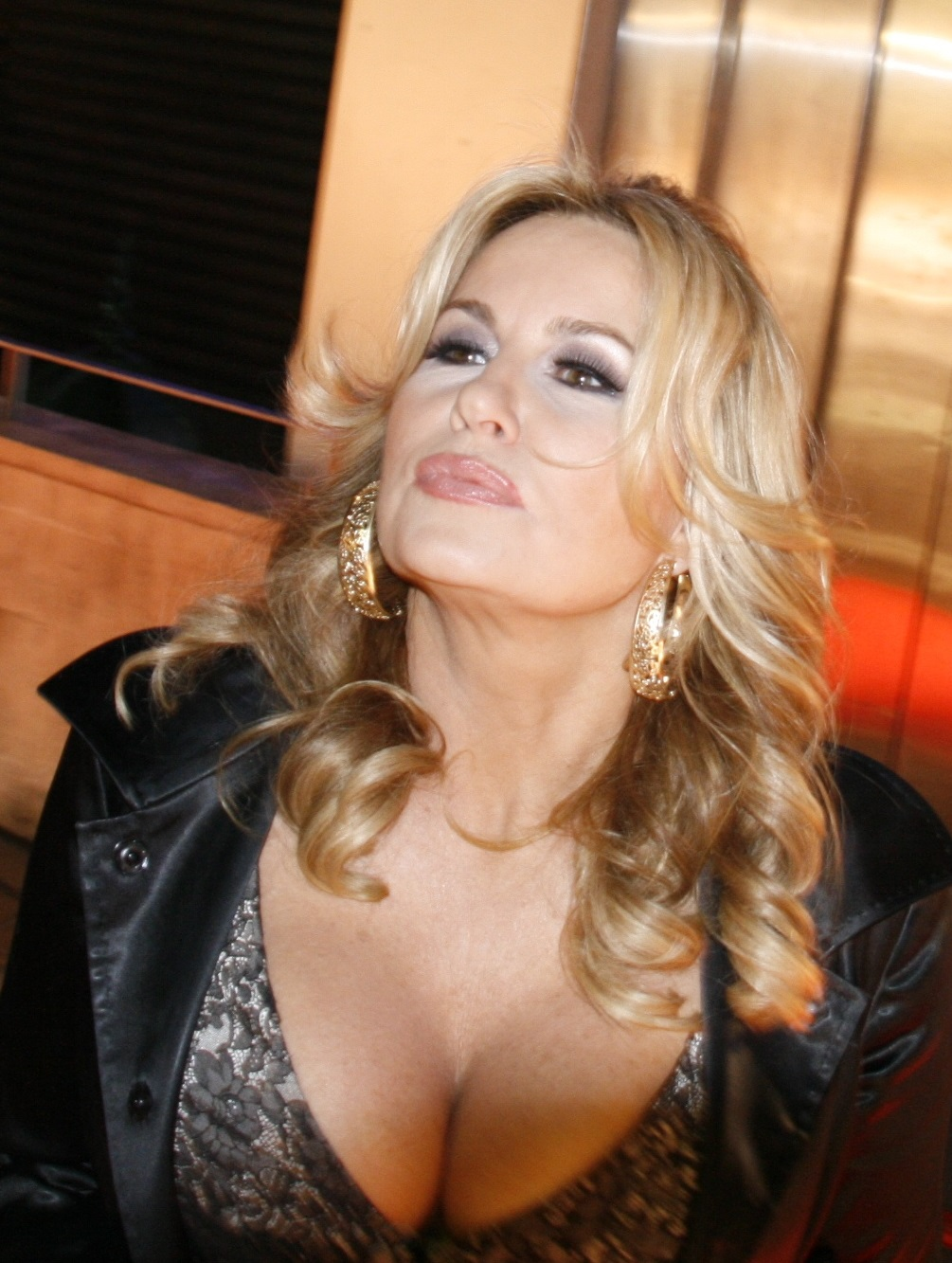
Jennifer Coolidge (mãe de Stifler), estreia de American Pie 4, Paris, França.

O vídeo musical de "Thank U, Next" foi lançado em 30 de novembro de 2018. Dirigido por Hannah Lux Davis, o vídeo musical contem inspirações e homenagens aos filmes de comédia romântica dos anos 2000, sendo os filmes Mean Girls (2004), Legally Blonde (2001), Bring It On (2000) e 13 Going on 30 (2004). Em 27 de novembro, Grande postou um vídeo teaser contento as participações do cantor e compositor Troye Sivan, das youtubers Colleen Ballinger e Gabi DeMartino e os atores de Mean Girls, Jonathan Bennett e Stefanie Drummond. O vídeo musical ainda conta com as participações adicionais da personalidade de televisão Kris Jenner, da atriz Jennifer Coolidge reprisando seu papel de Legally Blonde, das co-compositoras Victoria Monét e Tayla Parx, das digital influencers Alexa Luria e Courtney Chipolone, melhores amigas de Grande, e das ex-estrelas de Victorious, Elizabeth Gillies, Daniella Monet e Matt Bennett. Foi o vídeo musical a mais ter visualizações nas primeiras 24 horas após o lançamento, com aproximadamente 55 milhões de visualizações, quebrando assim um recorde que era do grupo coreano BTS, que antes possuía 45 milhões com o vídeo musical da canção "Idol".

## Faixas e formatos
| Download digital e streaming |                 |         |  |
| N.º                          | Título          | Duração |  |
| 1.                           | "Thank U, Next" | 3:27    |  |

## Créditos
Lista-se abaixo todos os profissionais envolvidos na elaboração de "Thank U, Next", de acordo com o serviço Tidal:
- Ariana Grande; composição, vocalista principal, vocalista de apoio
- Tommy Brown; composição, produção
- Charles Anderson; composição, produção
- Michael Foster; composição, produção
- Tayla Parx; composição
- Victoria Monét; composição, vocalista de apoio
- John Hanes; assistência de mixagem
- Sean Klein; assistência de gravação
- Billy Hickey; assistência de gravação
- Serban Ghenea; mixagem
- Bredan Morawski; assistência de gravação

## Desempenho nas tabelas musicais
| Tabela musical (2018–19)                               | Melhor posição |
| ------------------------------------------------------ | -------------- |
| Alemanha (Media Control Charts)                        | 13             |
| Argentina (Argentina Hot 100)                          | 31             |
| Austrália (ARIA Charts)                                | 1              |
| Áustria (Ö3 Austria Top 40)                            | 4              |
| Bélgica (Ultratop 50 de Flandres)                      | 7              |
| Bélgica (Ultratop 40 da Valônia)                       | 3              |
| Brasil (Brasil Hot 100 Airplay)                        | 84             |
| Brasil (Top 50 Streaming)                              | 16             |
| Canadá (Canadian Hot 100)                              | 1              |
| Colômbia (National Report)                             | 74             |
| Coreia do Sul (Gaon Music Chart)                       | 1              |
| Croácia (Croatian Airplay Radio Chart)                 | 1              |
| Dinamarca (Tracklisten)                                | 3              |
| Escócia (The Official Charts Company)                  | 2              |
| Eslováquia (IFPI Slovenská Republika)                  | 3              |
| Eslovênia (SloTop50)                                   | 20             |
| Espanha (Productores de Música de España)              | 24             |
| Estados Unidos (Billboard Hot 100)                     | 1              |
| Estados Unidos (Pop Songs)                             | 1              |
| Estados Unidos (Adult Pop Songs)                       | 7              |
| Estados Unidos (Rhythmic Songs)                        | 15             |
| Estados Unidos (Hot Dance Club Songs)                  | 1              |
| Estônia (Eesti Singlid Tipp-40)                        | 1              |
| Finlândia (IFPI Finlândia)                             | 1              |
| França (Syndicat National de l'Édition Phonographique) | 12             |
| Grécia (IFPI Grécia)                                   | 1              |
| Hong Kong (Hong Kong Airplay Chart)                    | 1              |
| Hungria (Magyar Hanglemezkiadók Szövetsége)            | 3              |
| Israel (Media Forest)                                  | 6              |
| Irlanda (Irish Recorded Music Association)             | 1              |
| Itália (Federazione Industria Musicale Italiana)       | 24             |
| Japão (Japan Hot 100)                                  | 24             |
| Letónia (EHR Top 40)                                   | 4              |
| Líbano (The Official Lebanese Top 20)                  | 6              |
| México (Mexico Airplay)                                | 1              |
| Malásia (Recording Industry Association of Malaysia)   | 1              |
| Noruega (VG-lista)                                     | 2              |
| Nova Zelândia (NZ Top 40 Singles)                      | 1              |
| Países Baixos (MegaCharts)                             | 3              |
| Portugal (Associação Fonográfica Portuguesa)           | 1              |
| Reino Unido (UK Singles Chart)                         | 1              |
| Chéquia (IFPI Česká Republika)                         | 6              |
| Singapura (Recording Industry Association Singapore)   | 1              |
| Suécia (Sverigetopplistan)                             | 3              |
| Suíça (Schweizer Hitparade)                            | 1              |
| União Europeia (Euro Digital Songs)                    | 2              |

| Tabela musical (2018)                       | Posição |
| ------------------------------------------- | ------- |
| Austrália (ARIA Charts)                     | 60      |
| Coreia do Sul (Gaon Music Chart)            | 40      |
| Hungria (Magyar Hanglemezkiadók Szövetsége) | 95      |
| Países Baixos (MegaCharts)                  | 86      |
| Reino Unido (UK Singles Chart)              | 68      |

## Vendas e certificações
| Região | Certificação | Vendas     |
| --- | ------------ | ---------- |
| Austrália (ARIA) | 2× Platina   | 140,000^   |
| Áustria (IFPI Áustria) | Ouro         | 14,000*    |
| Bélgica (BEA) | Ouro         | 20,000*    |
| Canadá (Music Canada) | 5× Platina   | 400,000^   |
| Dinamarca (IFPI Dinamarca) | Ouro         | 45,000^    |
| Espanha (PROMUSICAE) | Ouro         | 20,000^    |
| Estados Unidos (RIAA) | Platina      | 1,000,000‡ |
| França (SNEP) | Ouro         | 100,000*   |
| Itália (FIMI) | Ouro         | 25,000‡    |
| Nova Zelândia (RMNZ) | 2× Platina   | 60,000*    |
| Reino Unido (BPI) | Platina      | 658,000    |
| *números de vendas baseados somente na certificação ^distribuições baseadas apenas na certificação ‡vendas+valores de streaming baseados somente na certificação |              |            |

## Histórico de lançamento
| País  | Data                  | Formato(s)                 | Gravadora        |
| ----- | --------------------- | -------------------------- | ---------------- |
| Mundo | 3 de novembro de 2018 | Download digital streaming | Republic Records |